# Strudsvinge-slægten
Strudsvinge-slægten (Matteuccia) er en monotypisk slægt i Mangeløv-familien.
| Arter |

- Strudsvinge (Matteuccia struthiopteris)

| Botanik | Spire Denne botanikartikel er en spire som bør udbygges. Du er velkommen til at hjælpe Wikipedia ved at udvide den. |

| Portal | Portal:Botanik |